# کارول تات
کارول تات (انگلیسی: Carole Thate؛ زادهٔ ۶ دسامبر ۱۹۷۱) بازیکن هاکی روی چمن اهل پادشاهی هلند است.